# Isra Hirsi
Isra Hirsi (22 de fevereiro de 2003) é uma ativista ambiental americana. Ela foi cofundadora e atua como diretora co-executiva da Greve Global pelo Clima nos Estados Unidos.  Em 2019, ganhou o prêmio Brower Youth Award pelo seu ativismo climático.

## Vida
Hirsi cresceu em Minneapolis, e é filha da deputada norte-americana Ilhan Omar e Ahmed Abdisalan Hirsi. Enquanto cursava o ensino médio, Hirsi estava focada no movimento Black Lives Matter. Aos 12 anos, ela era uma das participantes protestando por justiça por Jamar Clark no Mall of America Hirsi frequenta a South High School em Minneapolis. Ela iniciou seu ativismo climático depois de ingressar no clube ambiental de sua escola no primeiro ano.
Hirsi coordenou a organização de centenas de greves lideradas por estudantes nos Estados Unidos em 15 de março e 3 de maio de 2019.  Ela foi co-fundadora do US Youth Climate Strike, o braço americano do Fridays for Future, em janeiro de 2019.  Ela atua como diretora co-executiva deste grupo.  Em 2019, ela ganhou um Brower Youth Award.  Nesse mesmo ano, Hirsi recebeu o prêmio Voice of the Future. Em 2020, Hirsi foi colocada na lista da BET "Futuro 40", que é uma lista das "40 das vanguardas mais inspiradoras e inovadoras que estão redefinindo o que significa ser jovem, talentoso e negro sem desculpa".  Sua política é de esquerda, distinta do liberalismo.